# Larry Geraty
Lawrence "Larry" T. Geraty (1940) é um acadêmico Americano que serviu como o segundo Presidente da Universidade La Sierra, em Riverside, Califórnia. Ele completou sua graduação em teologia no Colégio União do Pacífico, seu bacharel em teologia e mestre em artes, na religião da Universidade Andrews, e recebeu um doutorado em estudos bíblicos da Universidade de Harvard.
Antes de sua presidência, da Universidade La Sierra, Geraty foi presidente do extinto Atlantic Union College. Ele também serviu como presidente da American Schools of Oriental Research. Ele também ensinou a arqueologia e religião da Universidade Andrews.
Em 2007, ele foi reconhecido como "Cidadão do Ano" pela Câmara de Comércio local da cidade de Riverside, na Califórnia. Ele também foi homenageado em um discurso Rep. Ken Calvert na Casa dos Representantes dos EUA.

## Família e infância
Geraty nasceu em 1940, e é filho de pais missionários. Com sua família, ele viveu na China, Birmânia, Hong Kong, Líbano, Inglaterra, Alemanha, França e Israel. Sua família também viveu nos Estados Unidos, na Califórnia, Maryland, Michigan e Massachusetts. Ele tem um irmão, Ronald, e uma irmã, Kathleen. Geraty casou com Gillian R. Keough, em 1962. Eles têm uma filha.

## Ensino superior
Geraty frequentou o Colégio União do Pacífico (PUC) para seu curso de graduação em teologia, que recebeu em 1962. Durante seus anos de faculdade, ele passou um tempo em Le Campus Adventista du Salève em Collonges-sous-Saleve, França, e Newbold College, em seguida, conhecido como Newbold Missionary College, em Binfield, Berkshire, Inglaterra. Em agosto de 1963 Geraty, graduou-se com Mestrado em Artes, em Religião, e completou seu Bacharelado em Divindade, em Maio de 1965, tanto na Universidade Andrews. De 1966 a 1972, ele realizou o seu Doutoramento na Siro-Palestina Arqueologia com menor campos em Aramaico, Siríaco, hebraica clássica, Noroeste de filologia Semítica, e o Antigo Testamento a história na Universidade de Harvard. Ele estudou com George Ernest Wright e Frank Moore Cross. Durante o verão de 1970, enquanto estudante de graduação em Harvard, Geraty estudou na Universidade hebraica na Jordânia com uma Bolsa Fullbright.

## Carreira

### Universidade Andrews
Em 1971 ingressou no Antigo Testamento a faculdade na Universidade do Seminário, juntamente com S. H. Horn, Gerhard Hasel, A. F. Johns, e a Senhora Leona G. Execução.

### O arqueólogo
Em 1968 ingressou Siegfried Horn e Roger Boraas, em Tel Hisban. Geraty foi servido o primeiro de três temporadas como um campo de supervisor. Em 1974, ele se tornou diretor do Hisban Expedição, que culminou com um final de temporada em 1976. Em 1982, Larry Herr, Øystein LaBianca, e Geraty começou a Madaba Planícies Projeto. Em 1986, ele foi fundamental na formação da Arqueológico Consórcio de Faculdades Adventistas quando ele levou uma excursão de estudantes das escolas para a Madaba Planícies Projecto de escavação, incluindo o 'Umayri site.
Ele é um longo tempo membro da American Schools of Oriental Research (ASOR) na Universidade de Boston. Ele tornou-se a organização do vice-presidente, em 1982, e foi selecionado como seu Presidente em 16 de novembro de 2001.

### Atlantic Union College
Dr. Geraty foi presidente do extinto Atlantic Union College, em South Lancaster, Massachusetts, a partir de 1985 até 1993. foi aqui Que ele ganhou uma reputação como um progressivo administrador acadêmico.

### A Universidade La Sierra
A partir de 1993 a 2007 Geraty serviu como Presidente da La Sierra University. a Sua presidência iniciado diretamente seguinte de La Sierra reforma como uma instituição independente, depois que ele se separou da Loma Linda University. Seu papel imediato foi a de criar uma identidade para a escola. Geraty é creditada por liderar a escola como abandonou a sua dívida e abriu um novo valor de us $23 milhões ciência complexa.
Ele era conhecido por sua liderança no apoio à ordenação de mulheres na igreja Adventista do Sétimo dia, com um proeminente advogado dizendo que ele não era "medo de ficar sozinha de verdade" no que diz respeito a isso. de Responder ao Presidente Geraty iniciativa da La Sierra University Conselho de Curadores votado em novembro de 1996 para estabelecer as primeiras Mulheres do Centro de Recursos da Igreja Adventista do Sétimo dia. Geraty atua no Centro do Conselho de Assessores para este dia. Em 7 de junho de 2007, Geraty foi homenageado como o Maior Riverside Câmaras de Comércio do Cidadão do Ano, em um jantar comemorativo.

### Prêmios
- 1970 – Fulbright Fellow.[16]
- 2001 – Agraciado com a E. P. E. MacAllister Campo Prêmio por sua "carreira" como um construtor de arqueólogos e arqueológico equipes. Ele observou que promoveu a investigação de ponta entre os seus alunos e colegas e a sua obra como um estadista que representa os interesses das Escolas Americanas de Investigação Oriental arqueólogos para o público mais amplo.[17]
- 2002-2005 – Presidente de Escolas Americanas de Investigação Oriental (ASOR). Responsável pela supervisão de relações com institutos em Jerusalém, capital da jordânia, Amã, e Nicósia, bem como de contatos com outros profissionais de organizações que estão relacionadas com a arqueologia no Médio Oriente. O prêmio citado, a sua direção de uma grande expedição arqueológica na Jordânia, a sua presidência de uma universidade, de suas realizações como um erudito e líder, e o respeito de seus colegas para a sua não-controversa e diplomática personalidade.
- 2007 – Maior Ribeirinha da Câmara de Comércio de Cidadão do Ano.
- 2007 – Homenageado em discurso no plenário da câmara dos Representantes dos EUA pela Rep. Ken Calvert.

## Publicações acadêmicas
Livros
- Fundamentos Históricos: Estudos de literatura Referências a Hesban por Lawrence T. Geraty (ed.), Leona Glidden Execução (ed.) (Junho de 1989)
- L. T. Geraty e L. G. Herr, (eds.) (1986) , A Arqueologia do Jordão e Outros Estudos. Berrien Springs, MI: Andrews University Press.

O Cristianismo Primitivo Estudos
- Lawrence T. Geraty (1965). «The Pascha and the Origin of Sunday Observance» (PDF) (1.64 MB) Andrews University Seminary Studies, Vol. 3, Nº 2, Julho, 1965

Ensino
- «Reclaiming the Vision of Adventist Education Journal of Adventist Education, 1990.» (PDF) (292 KB)
- «Academic Excellence, An Adventist Priority Journal of Adventist Education, Dec. 2002, Jan. 2003» (PDF) (288 KB)
- «A Look at the Board of One Adventist University Journal of Adventist Education, 2004.» (PDF) (222 KB)
- «The Essential Characteristics of SDA Higher Education. Presented at the 12th Institute of Christian Teaching. 1993.»
- Osborn, Richard; Bietz, Gordon e Geraty, Lawrence. «What Adventist Colleges are Looking for in Academy Graduates» (PDF) (204 KB) Revista de Educação Adventista, Verão, 2007

Arqueologia Relatórios
- Madaba Planícies Projeto De Publicação Da Série, Vigorou Entre 1984 E 1994
- Relatório preliminar da Temporada de 1996 da Madaba Planícies Projeto: Pesquisa Regional, Tall Al-'Umayri e Alto Jalul Escavações
- Relatório sobre o Campo de 1996 Temporada de Madaba Planícies Projeto
- Hesban, Depois De 25 Anos. por Hesbom Expedição Simpósio, et al. (Abril de 1994)
- Madaba Planícies Projeto: A Estação de 1984, no Dizer de El-Umeiri e Arredores e Subsequentes Estudos de Madaba Planícies Série de Projeto; 1) por Lawrence T. Geraty (ed.) (Junho de 1989)
- Madaba Planícies Projeto: O De 1989, Época em Tell El-`Umeiri e Arredores e Estudos posteriores(Madaba Planícies Projeto de Série) por Larry G. Herr (ed.), et al. (Abril de 1997)
- Hesbom 1976: A Quinta Campanha em Dizer Hesban: Um Relatório Preliminar Roger S. Boraas, Lawrence T. Geraty (junho de 1978)
- Hesbom 1974: Quarta Campanha em Dizer Hesban: Um Relatório Preliminar Roger S. Boraas, Lawrence T. Geraty (junho de 1976)

## Não acadêmicos publicações
- «Beyond fundamentalism: A short history of Adventist Old Testament scholarship» (PDF). Spectrum. 13. Consultado em 3 de abril de 2018. Arquivado do original (PDF) em 17 de agosto de 2011
- «The Genesis Genealogies as an Index of Time Spectrum Magazine, 1974, No. 1 and 2» (PDF). Consultado em 3 de abril de 2018. Arquivado do original (PDF) em 1 de abril de 2012 (732 KB)
- «Following Truth Wherever It Leads, Adventist Today, July, 1994» (PDF). Consultado em 3 de abril de 2018. Arquivado do original (PDF) em 9 de dezembro de 2010
- A Mão de deus em Minha Vida. De janeiro de 1977 / 0812701518